# Angèle Mérici
Pour les articles homonymes, voir Angèle et Mérici.
Angèle Merici, née vers 1474 à Desenzano del Garda et morte le 27 janvier 1540 à Brescia en Italie, est une religieuse lombarde, fondatrice de la Compagnie de Sainte Ursule. Elle est canonisée en 1807 par le pape Pie VII. Sa mémoire liturgique se célèbre le 27 janvier.

## Hagiographie
Le récit hagiographique de cette sainte rend la distinction difficile entre l'histoire et la légende.

### Enfance
Selon la tradition, Angèle naît le 21 mars 1474 (historiquement sa date de naissance est estimée entre 1470 et 1475) à Desenzano del Garda, sur la rive sud du lac de Garde, à une époque où la péninsule est ravagée par les guerres, les épidémies et la famine. Elle grandit au sein d’une famille chrétienne, avec un père issu de la petite noblesse déclassée, Giovanni Merici, et une mère Caterina issue d'une famille respectée de Salò, les Biancosi. Giovanni Merici est un gentilhomme campagnard qui vit avec sa famille sur son domaine agricole, « Les Grezze ». Il lit à ses enfants le soir un épisode de la vie des Saints, ce qui marque profondément la petite Angèle,.
À quinze ans, l’adolescente perd ses parents et l’une de ses sœurs en quelques mois. Après ces deuils, vers l’âge de 16 ans, son oncle maternel la prend chez lui à Salò, ainsi que l’un de ses frères. Elle connaît alors la vie citadine typique de la Renaissance italienne marquée par un renouveau spirituel d'où sortent l'humanisme et des réformes religieuses, Salò étant un centre actif des Franciscains réformés.
À la mort de son oncle, elle retourne, pour un temps, au domaine familial des Grezze. C’est là qu'elle reçoit sa vocation. Angèle voit une échelle élevée vers le ciel et des jeunes filles qui montent et descendent. Selon ses dires, Dieu lui révèle qu’elle fondera un jour une nouvelle famille religieuse qui rassemblera des femmes pour accomplir une mission dans l’Église.

### Vie religieuse

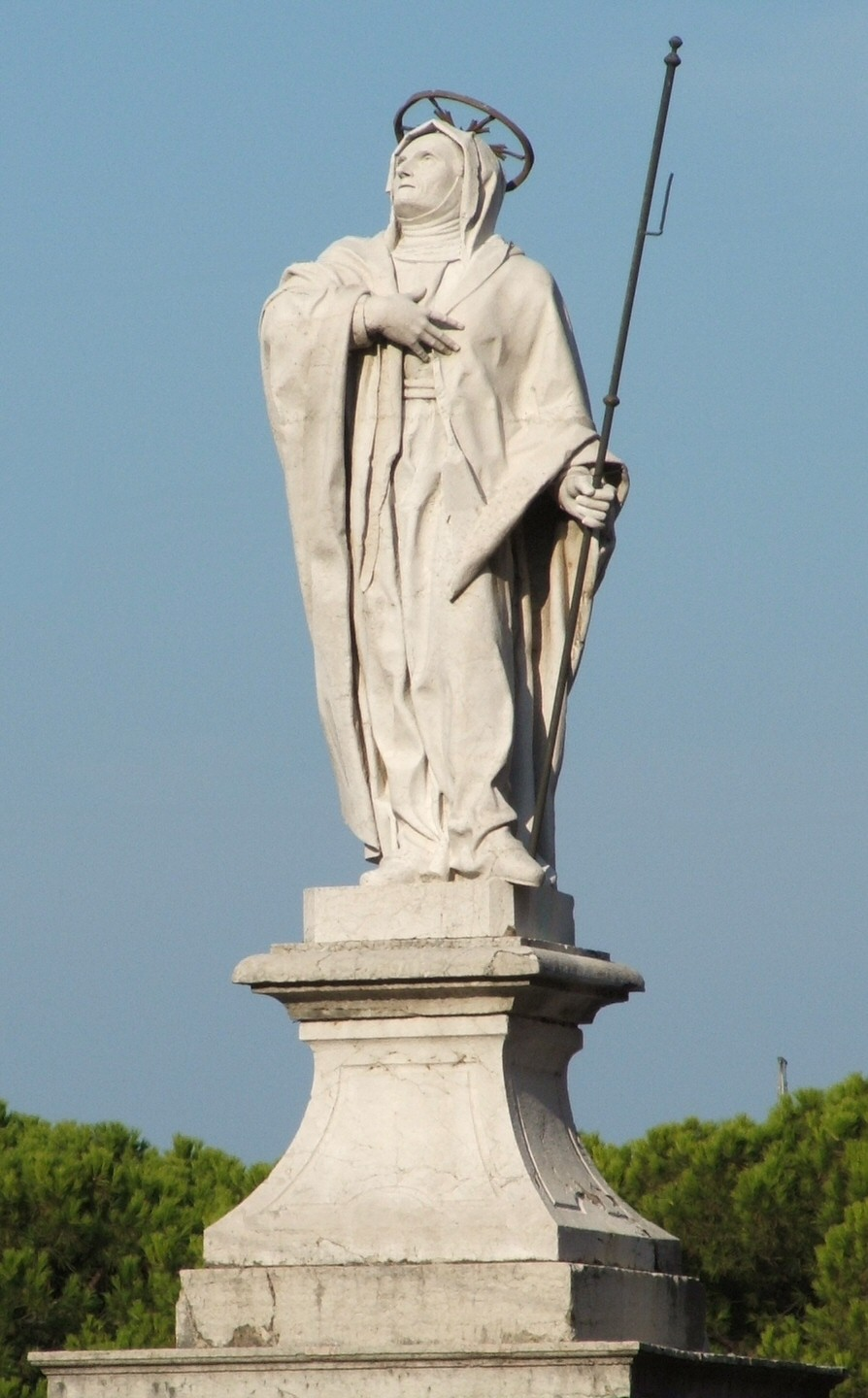
Statue d'Angèle Merici à Desenzano.

À dix-huit ans, afin de pouvoir se consacrer au Seigneur librement et d’être admise régulièrement à la table eucharistique (fait rare à cette époque), elle demande à entrer dans le Tiers-Ordre de Saint-François d’Assise, et devient Sœur Angèle. Elle jeûne et mène désormais une vie au service des autres.
En 1516, ses supérieurs franciscains l’envoient à Brescia pour une mission de consolation : Catarina Patengola a perdu son mari et ses fils à la guerre, et perd goût à la vie.
Angèle reste deux ans chez Catarina, puis, celle-ci rétablie, quitte la maison mais décide de rester à Brescia. Elle accepte l’hospitalité d’un certain Antonio Romano, chez qui elle habitera pendant quatorze ans. La réputation d’Angèle grandit : elle accompagne, console, apaise les colères, réconcilie, conseille même des théologiens qui viennent l’interroger. C'est ainsi qu'elle commence à réunir « autour d'elle un laïcat profondément chrétien, composé de femmes issues de la noblesse comme du petit peuple ».
Selon la coutume, Angèle entreprend plusieurs pèlerinages. En 1524, elle part pour Jérusalem avec un groupe de pèlerins. Pendant la traversée, elle est atteinte d’une infection aux yeux. En Terre sainte, on doit la guider. Pour Angèle, et pour ses filles après elle, la Passion et la Résurrection du Seigneur seront au cœur de leur spiritualité. Pendant le retour, en Crète, Angèle guérit.
Elle fait ensuite d’autres pèlerinages : en 1525, elle part pour Rome à l’occasion de l’Année sainte. Elle rencontre un prélat dont elle a fait la connaissance en Terre Sainte. Celui-ci lui propose une audience avec le pape, Clément VII. Angèle accepte. Le Saint-Père lui demande de rester à Rome. Mais elle le prie de lui pardonner de ne pas accepter : c’est à Brescia que Dieu l’attend. Clément VII comprend et la laisse partir.

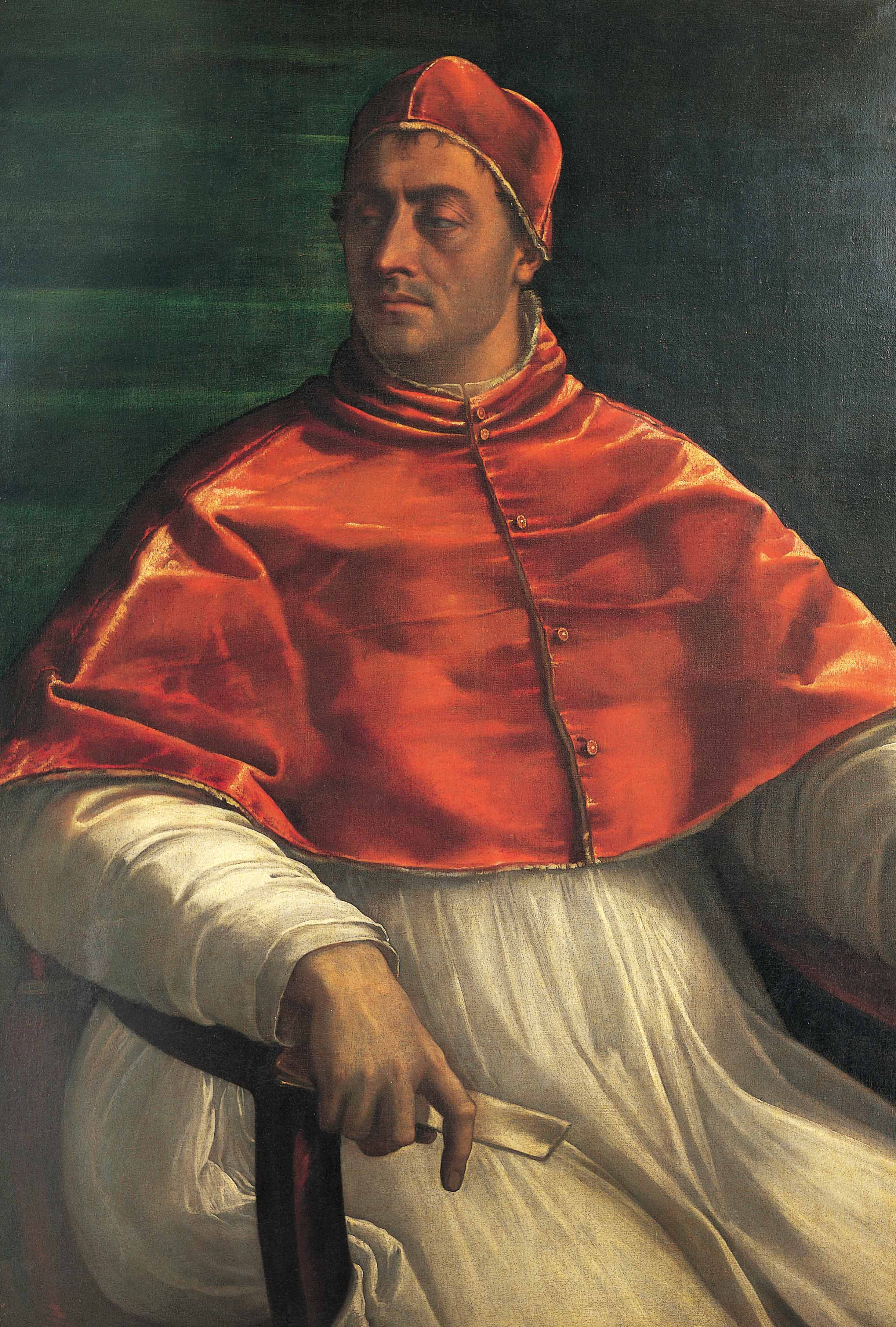
Le pape Clément VII (1526).

De retour à Brescia, Angèle continue sa vie de prière. Le duc de Milan François II Sforza, lui demande d’être sa mère spirituelle.
En 1529, la guerre oblige beaucoup de monde à fuir. Angèle part pour Crémone. Là, elle ne cesse de recevoir pauvres et riches, nobles et servantes. Elle fait encore deux autres pèlerinages (1529-1532) au sanctuaire de Varallo, un lieu où l’on construit des petites chapelles dans la montagne. Des scènes de la vie du Christ y sont représentées, pour les chrétiens dans l’impossibilité de se rendre en Terre Sainte. 
À son retour à Brescia, elle loge un temps chez Agostino Gallo. Puis, dans une chambre près de l’église Sainte-Afre.
Mais le temps passe et elle n’a toujours pas réalisé ce que le Seigneur lui a demandé dans sa jeunesse. Elle se sent alors pressée intérieurement d’accomplir sa mission : fonder une « Compagnie » de femmes qui veulent se consacrer au Seigneur. Elles vivront leur consécration sans se retirer de leur lieu de vie. Là où elles seront, elles vivront leur vie de prière et seront attentives aux besoins des autres.
Angèle ne donne aucune consigne d’apostolat particulier à ses filles dans ses Écrits. Régulièrement, elles se retrouveront pour vivre l’Eucharistie, se rencontrer comme des Sœurs et s’aider à vivre leur consécration.
Angèle, qui aime beaucoup Sainte Ursule, une martyre du IVe siècle particulièrement populaire à cette époque, la donne comme patronne à sa fondation.

### Compagnie de Sainte Ursule

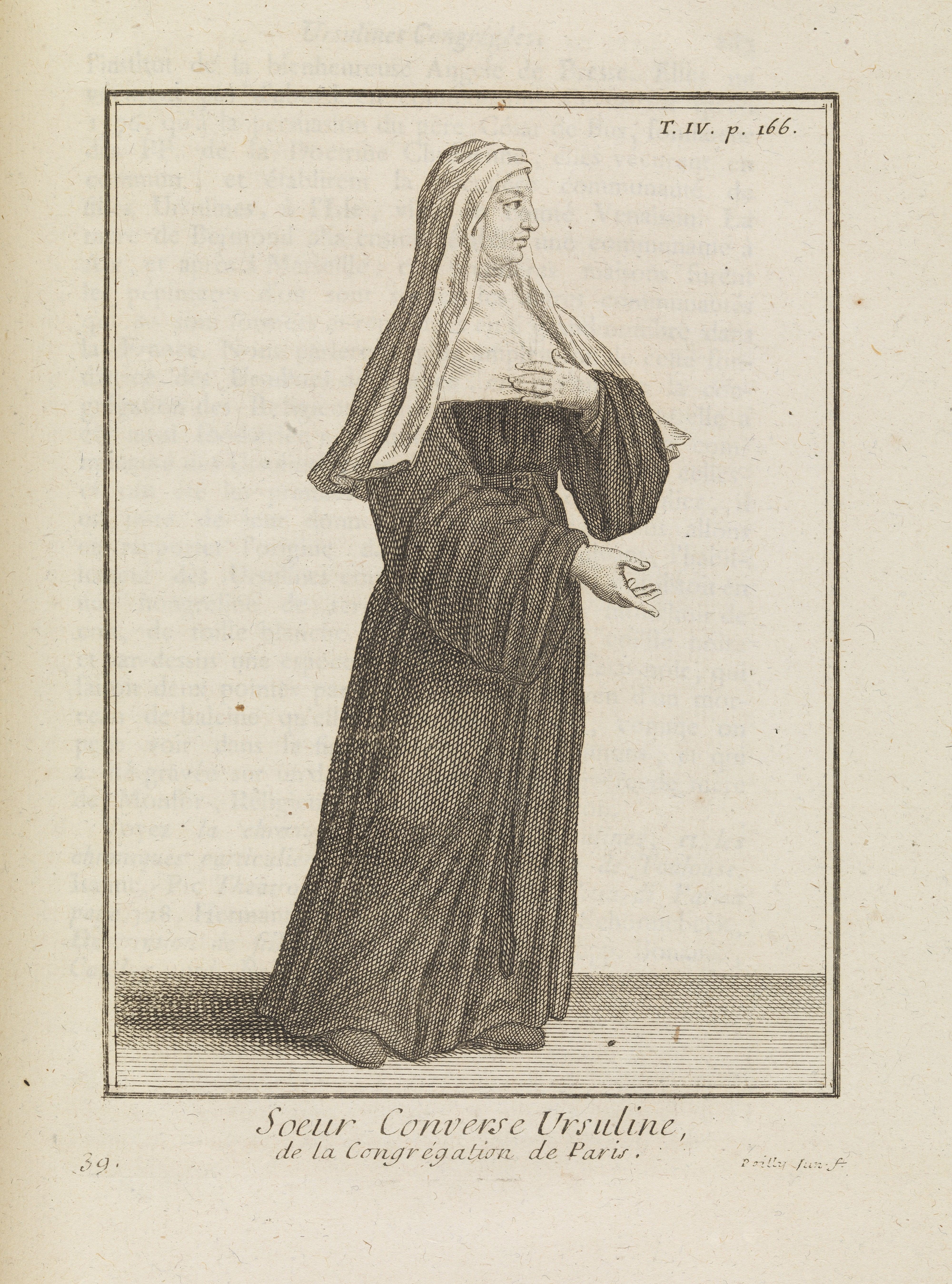
Une Ursuline, Paris, XVIIIe siècle.

C’est le 25 novembre 1535 que les 28 premières jeunes filles qui le désirent participent à la messe, puis dans un oratoire, se donnent au Seigneur, sans prononcer de vœu public, mais en inscrivant simplement leur nom dans un registre : c’est le jour de la fondation de la Compagnie de Sainte Ursule, un ordre sans habit, ni cloître, ni vœux et est reconnue par une bulle du pape Paul III en 1544
La transformation de la Compagnie en Ordre religieux, après le Concile de Trente (1545-1563), oblige les filles d’Angèle à entrer dans des cloîtres. Apostoliques, elles ont continué d’être apôtres en devenant éducatrices. Héritières de la « pédagogie » d’Angèle, qui excellait dans l’art d’accueillir et de conduire chacun, les Ursulines ont su alors devenir des formatrices à travers les siècles, et spécialement au service de la jeunesse, selon la mission que l’Église leur a confiée.
Angèle meurt le 27 janvier 1540. Elle est canonisée le 27 mai 1807, par Pie VII,.
De nombreuses femmes à travers le monde vivent son charisme sous différentes formes : Ordre religieux, monastères autonomes, Unions, Fédérations, Institut séculier. Des laïcs, depuis quelques décennies, ont fait le choix, de vivre du charisme d’Angèle Merici. Ils s’appellent « Associés » et demandent aux Ursulines de leur transmettre la spiritualité méricienne, afin de vivre l’Évangile à la manière d’Angèle.